# Puerta de Reinosa
La Puerta de Reinosa es una de las puertas de acceso a la villa de Aguilar de Campoo a través de la muralla medieval que rodeaba la población y que aún persiste. Esta puerta se abre al NO, en dirección al antiguo camino que comunicaba la Meseta y Aguilar con Reinosa y la costa cántabra.
Está formada por un arco ojival o apuntado de época bajomedieval, sobre la que se exhibe un escudo labrado en piedra con el águila del escudo de la villa. Debajo del mismo y sobre la clave, se puede ver una inscripción grabada en castellano y en hebreo con el versículo 10 del capítulo 35 de Isaías, y en la que se indica la fecha de construcción del arco, 1381 siendo rey de Castilla Enrique II y maestro de obras Don Çak Zalemek, hijo de Don Salomón Zamelek y de doña Bellida, su mujer. Esto hace suponer que esta puerta daba acceso inmediato a la judería aguilarense, cuyos habitantes serían los responsables de la conservación de la muralla.